# Neillieae
Neillieae és una tribu de plantes amb flors dins la família rosàcia. Inclou els gèneres Physocarpus, Neillia, i Stephanandra.